# Tenuipalpus zanthus
Tenuipalpus zanthus är en spindeldjursart som beskrevs av De Leon 1965. Tenuipalpus zanthus ingår i släktet Tenuipalpus och familjen Tenuipalpidae. Inga underarter finns listade i Catalogue of Life.